# Cleistochloa subjuncea
Cleistochloa subjuncea är en gräsart som beskrevs av Charles Edward Hubbard. Cleistochloa subjuncea ingår i släktet Cleistochloa, och familjen gräs. Inga underarter finns listade i Catalogue of Life.